# Russula sanguinaria
Russula sanguinaria es una especie de hongo no comestible, basidiomiceto de la familia Russulaceae.

## Características
La forma del sombrero (píleo) es convexa aplanada y deprimida en el centro cuando está maduro, puede medir hasta 10 cm de diámetro, al tacto es pegajoso, su color es rojizo, el estipe es cilíndrico, de color blanquecino y puede medir una altura de 10 cm y su ancho puede alcanzar los 2,5 cm.
Crece en los meses de verano y de otoño en suelos arenosos y en zonas boscosas de coníferas de América del Norte y de Europa.

## Comestibilidad
No se recomienda comerlos, ya que son considerados tóxicos.